# Министарство финансија Републике Српске
Министарство финансија Републике Српске је једно од министарстава Владе Републике Српске које се бави финансијама Републике Српске. Садашњи министар финансија Републике Српске је Зора Видовић.

## Организација
У Министарству се образују сљедеће организационе јединице:
- Ресор за макроекономску анализу и политику,
- Ресор за фискални систем,
- Ресор за финансијски систем,
- Ресор за буџет и јавне финансије,
- Ресор за јавна улагања,
- Ресор за управљање дугом,
- Ресор за трезор,
- Ресор за правне послове,
- Ресор за рачуноводство и ревизију,
- Централна јединице за хармонизацију финансијског управљања, интерне контроле и интерне ревизије (ЦЈХ),
- Ресор за програмирање и координацију финансијске подршке Европске уније.

Унутрашње организационе јединице су: одјељење и одсјек.
Посебне организационе јединице су:
- Кабинет министра,
- Секретаријат Министарства,
- Централна јединица за интерну ревизију.

У саставу министарства се налазе: 
- Републичке управе: Пореска управа Републике Српске, Републичка управа за игре на срећу;
- Републичка управна организација: Завод за статистику Републике Српске.